# Gymnoscelis oblenita
Gymnoscelis oblenita là một loài bướm đêm trong họ Geometridae.